# Egentliga Kina

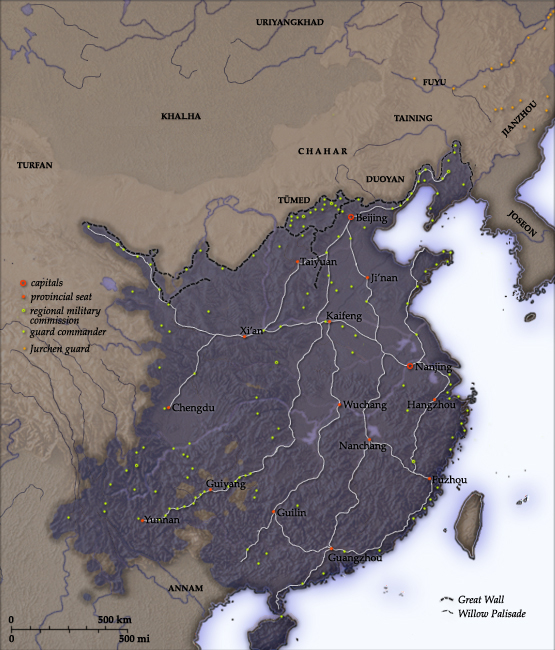
Mingdynastins utbredning år 1580.

Egentliga Kina eller Inre Kina är ett västerländskt begrepp för den historiska östra kärnan i den kulturgeografiska regionen Kina, ofta vidare uppdelad i Sydkina och Nordkina med Huaifloden och Qinlingbergen som avgränsare.
Det finns ingen vedertagen gräns för detta område. Det kan definieras som det område som hankinesiska kejsardömen vanligen behärskade, som det område hanbefolkningen huvudsakligen bebor, eller som de områden som dominerats av icke-hankinesiska folk och kulturer: Xinjiang, Inre Mongoliet, Tibet, tidigare vanligen Manchuriet, men idag kanske snarare Taiwan, Hongkong och Macao. Den vanligaste definitionen på Egentliga Kina går tillbaka på de arton provinser som utgjorde Kina under Mingdynastin och sedermera blev kärnan i Qingimperiet efter 1644.
I Folkrepubliken Kina idag används inte begreppet.